# خطوط کوتونرا
خطوط کوتونرا (مالتی: Is-Swar tal-Kottonera) که به خطوط والپرگا نیز معروف است (مالتی: Is-Swar ta' Valperga) خطی از استحکامات نظامی در بورملا و بیرگو، در کشور مالت هستند. این خط در قرن هفدهم و هجدهم میلادی در زمین‌های بلندتر و به صورت الحاقی بر استحکامات قبلی، معروف به خطوط سانتا مارگریتا یا فیرنزولا، که بورملا را نیز احاطه کرده‌اند، ساخته شدند.